# Ali Sabieh

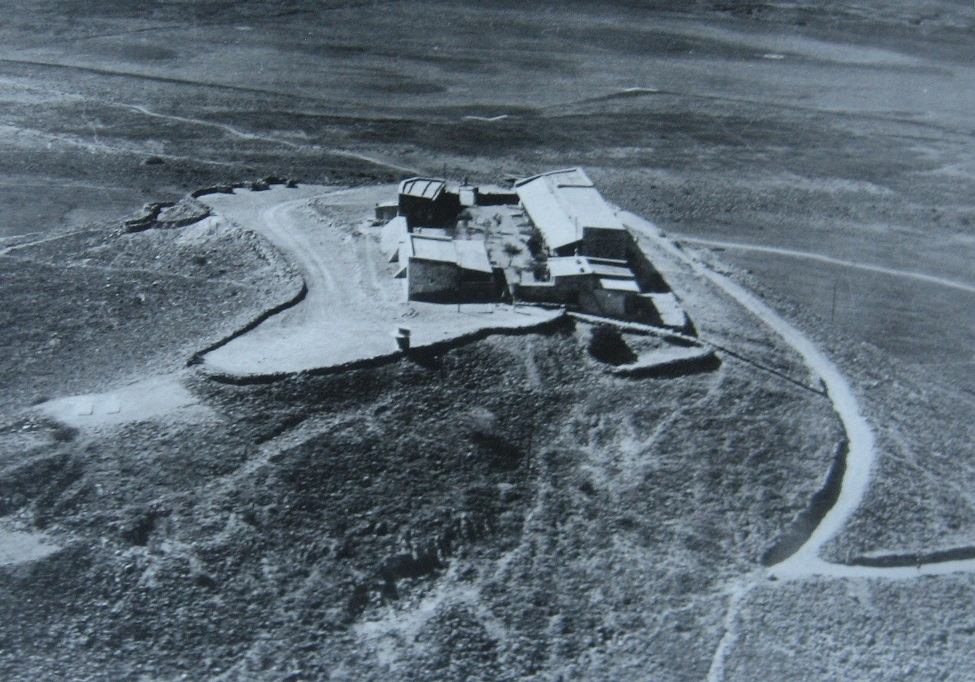
Poste militaire français à la frontière éthiopienne en 1940.

Ali Sabieh (Cali Sabiix en somali), chef-lieu de la région éponyme, est la deuxième ville de la république de Djibouti. Habité par des Somalis (par les clans Issa Somali).

## Géographie

### Situation
Ali Sabieh se situe dans le sud-ouest de la région d'Ali Sabieh, au sud de la république de Djibouti, à 90 km de Djibouti, la capitale, et à 10 km de la frontière avec l'Éthiopie.

### Géologie et relief
Ali Sabieh se situe à 756 m d'altitude, dans une vallée au cœur d'un massif granitique.

### Climat
Le climat est de type tropical aride. Cependant l'altitude permet des températures moins élevées que sur le littoral, avec une température moyenne de 27,5 °C l'été et 17,5 °C l'hiver.

### Transports
Ali Sabieh est desservie par la route nationale 5 (frontière éthiopienne à Djibouti), qu'empruntent chaque heure des cars faisant les navettes avec la capitale, mais aussi par la ligne ferroviaire Djibouti - Dire Dawa - Addis-Abeba, ainsi que par le petit aéroport (code AITA : AII).

## Toponymie
Ali Sabieh tient son nom de cali sabiix  .
On trouve parfois durant la période coloniale la graphie «Ali Sabiet».

## Histoire
La ville actuelle est créée en 1899, lors de l'installation au sommet d'une colline d'un poste militaire visant à protéger la construction du chemin de fer franco-éthiopien. Il est tenu par un détachement de militaires « soudanais » issus de la mission Marchand.
Ali Sabieh est rattaché au Cercle de Dikhil, en 1931, puis devient le chef-lieu d'un cercle distinct en 1939, avant d'être rattaché au Cercle de Djibouti, de 1946 à 1949, puis à nouveau à celui de Dikhil, de 1952 à 1958, et de retrouver une administration propre à partir de 1958.
La ville, comme l'ensemble de la colonie, a choisi la France de Vichy jusqu'à sa prise par les troupes la France libre en novembre 1942.

## Politique et administration
Les plus illustres figures du paysage politique et artistique de la République tirent leurs origines de la ville d’Ali Sabieh et de ses localités environnantes. Parmi ces éminentes personnalités, figurent notamment Mahamoud Harbi Farah, Idriss Farah Abaneh, Aden Robleh Awaleh et Ahmed Goumaneh, tous acteurs majeurs de l’histoire politique nationale. À leurs côtés, Waberi Assoweh, tout comme Awaleh Walieh également chef de village , ont assumé de hautes responsabilités en qualité de chefs de village et d’okals généraux, incarnant avec dignité l’autorité coutumière et le leadership communautaire.
Ils demeurent, aujourd’hui encore, parmi les figures les plus emblématiques de la région, aux côtés d’artistes engagés tels que Nima Djama, Fourchette, et Abdi Guedi, dit "BawBaw", dont l’expression artistique fut profondément ancrée dans le combat pour l’indépendance de Djibouti. Ensemble, ces hommes et ces femmes ont façonné, par leur engagement et leur talent, une part essentielle de la mémoire collective et de l’identité nationale.

### Jumelages
- Willits (États-Unis)
- Pocatello (États-Unis)
- Kamloops (Canada)
- Vicuña (Chili)
- Safi (Maroc)
- Narrogin (Australie)
- Bayburt (Turquie)

## Population et société

### Démographie
Le peuplement d'Ali Sabieh résulte en partie de trois grandes vagues de réfugiés politiques somaliens, motivée par le massacre d'Aichaa, en 1963, la guerre de l'Ogaden en 1977-78, et le renversement de Mohamed Siad Barre, en 1991, ainsi que d'une quatrième vague de réfugiés climatiques, issus des régions d'Aichaa et d'Hadagalah, motivée par la grande sécheresse de 1984.[réf. nécessaire]
En 2012, la population d'Ali Sabieh est estimée à 71 230 habitants, ce qui en fait la deuxième plus grande ville de la République de Djibouti, derrière Djibouti, la capitale.

### Santé
Ali Sabieh possède un hôpital, il accueille entre autres la population de la ville d'Ali-Sabieh ainsi que celle de la région en cas d'urgence. En 2011 le gouvernement de Djibouti a trouvé un accord avec la BID (Banque islamique pour le développement) un accorde d'un prêt de 13,5 millions de dollars américains pour la construction d'un hôpital régional à Ali-Sabieh

### Sport et loisirs
La ville d'Ali-Sabieh possède un club portant le son nom : le AS Ali-sabieh(Asas/Djibouti Telecom). Réputé, il est considéré actuellement comme le meilleur club du pays et un des meilleurs de l'histoire. L'Asas continue de faire la fierté du peuple Assajogs en s’adjugeant le championnat de Djibouti de Football les deux dernières saisons (2013-2014 et 2014-2015).

## Culture et patrimoine

### Lieux et monuments
- Grand Bara, étendue désertique où se pratique le char à voile ;
- Mont Arrey ;
- Source d'Il Jano ;
- Maisons coloniales en corail (XIXe-XXe s) ;
- Casemates (Seconde Guerre mondiale).

### Personnalités liées à la ville
- Waberi Assoweh, né en 1920 à Ali Sabieh, est le petit-fils d'un chef coutumier. Il a exercé les fonctions de chef de village et d'okal général.
- Samod Farah Khaireh, né en 1924 à Djibouti .
- Mahmoud Harbi, homme politique, né à Ali Sabieh en 1916
- Ahmed Goumaneh Robleh (ou Ahmed Goumané Roblé), homme politique, né à Ali Sabieh en 1923
- Hussein Ahmed Salah, marathonien, né à Ali Sabieh en 1956
- Aden Robleh Awaleh, homme politique, né à Ali Sabieh en 1941
- Neima Djama Miguil, chanteuse, née à Ali Sabieh
- Laurent Martin, auteur, né à Ali Sabieh en 1966
- Kadra Ahmed Hassan, ambassadrice, née à Ali Sabieh en 1973.